# 政治傳播
政治傳播是一門關注政治的傳播學科。政治決策很多時都會為溝通所影響，同樣地，政治決策很多時都要依賴溝通。

## 研究領域
政治傳播主要探討以下領域:
- 選舉 - 選舉活動是政治傳播研究範圍之一。
  - 在選舉中，政治宣傳(Propaganda)被視為一種傳播過程，候選人透過發表演說、表述政綱來吸引投票者進行投票，傳播手段是否有效，怎樣的傳播手段才是有效方法，將是政治傳播學的研究範圍。
- 政府傳播機關的運作 - 在社會中，政治傳播都由傳播管理機關規限，廣播事務及管理局便是香港的傳播管理機關，傳播管理機關需要透過制定傳播法規、政策來規管資訊科技及傳播機構的運作。如發電訊牌照，發表新聞言論，都是傳播管理機關的職能。這些機關的規例推行是否恰當，也是政治傳播學的研究範疇。
- 推行政策 - 政府推銷政策亦牽涉傳播過程，傳播過程的好壞，足以影響政策推行的成敗。
- 兩級傳播 - 資訊從媒介傳播給意見領袖，再透過意見領袖傳給選民的過程。
- 議題設定 - 議題設定理論是媒體所選擇報導的新聞內容，會影響民眾對相關議題重要性的排列。每天全球各地或是國內發生的新聞相當多，因此媒體工作者必須依據一定的標準來篩選，把各種新聞分類在不同版面以及標題，也會影響每個新聞的重要性。舉例來說：

1. 當設定為報紙或是電視新聞頭條時，並且給予顯著報導時，自然會比一般新聞影響力來的強大，也影響閱聽人對相關議題的關切程度。
2. 「顯著性」(Salience)在議題設定理論中扮演相當重要的角色。它是媒體選擇某種政治事實的觀點，將其凸顯於閱聽人，影響閱聽人的世界觀。媒介議題也對政治傾向或政治興趣較低的閱聽人有強烈影響。
3. 議題的近身性中提到:閱聽人對某一提的直接經驗愈少，對該議題的資訊或詮釋就會越依賴新聞媒介。

## 外部連結
- Centre for European Political Communications
- The Political Communication Lab - Stanford University （页面存档备份，存于）
- Working Papers on Political Communications - Kennedy School of Government
- Political Communications Web Archive Project
- A list of Political communications books